# Éxtasis de la beata Ludovica Albertoni
El Éxtasis de la beata Ludovica Albertoni es una obra de Gian Lorenzo Bernini ejecutada en mármol y jaspe entre los años 1671 al 1674, conmemorando a la Beata Ludovica Albertoni, cuya festividad es celebrada por la Iglesia Católica el 31 de enero. La obra la concluyó Bernini con 71 años siendo una de sus últimas esculturas. Se instaló en la Iglesia de San Francesco a Ripa de Roma el 31 de agosto de 1674, ubicación donde aún permanece.

## Historia

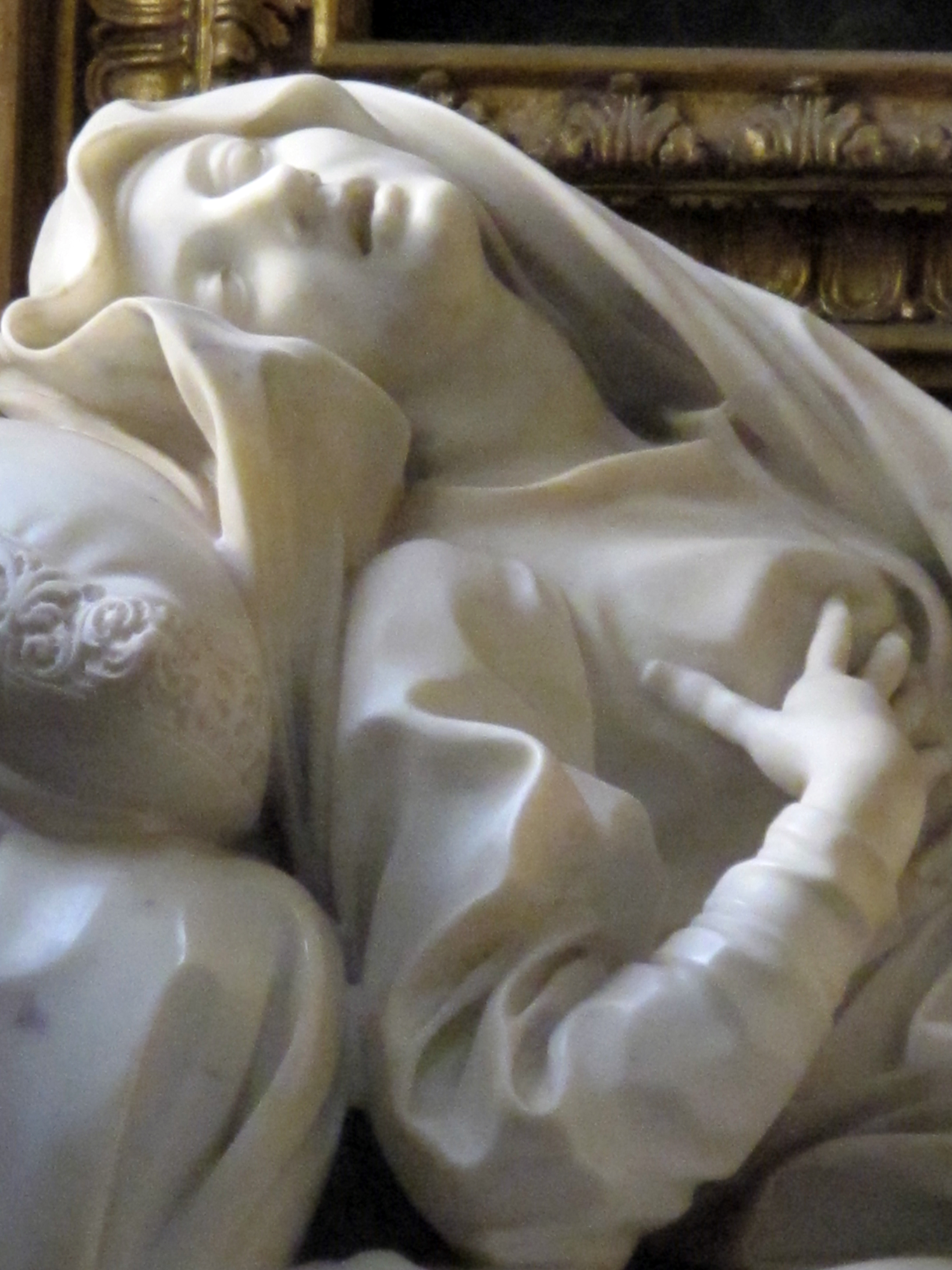
Detalle.

Ludovica Albertoni fue una mujer noble de Roma que ingresó en la Orden de los Franciscanos tras la muerte de su marido. Vivió una vida piadosa trabajando para los pobres bajo la protección de los padres franciscanos de la iglesia de San Francesco de Ripa, lugar éste donde fue enterrada a su muerte en el año 1533. Es recordada sobre todo por sus visiones místicas y con el paso de los años la iglesia de San Francesco se convirtió en lugar de culto a Ludovica siendo beatificada en 1671, año en el que la Familia Altieri decide construir una capilla dedicada a ella. Varios artistas presentaron sus proyectos pero finalmente fue a Bernini a quien se le encargó el trabajo que decidió aceptarlo sin cobrar.

## Descripción y características

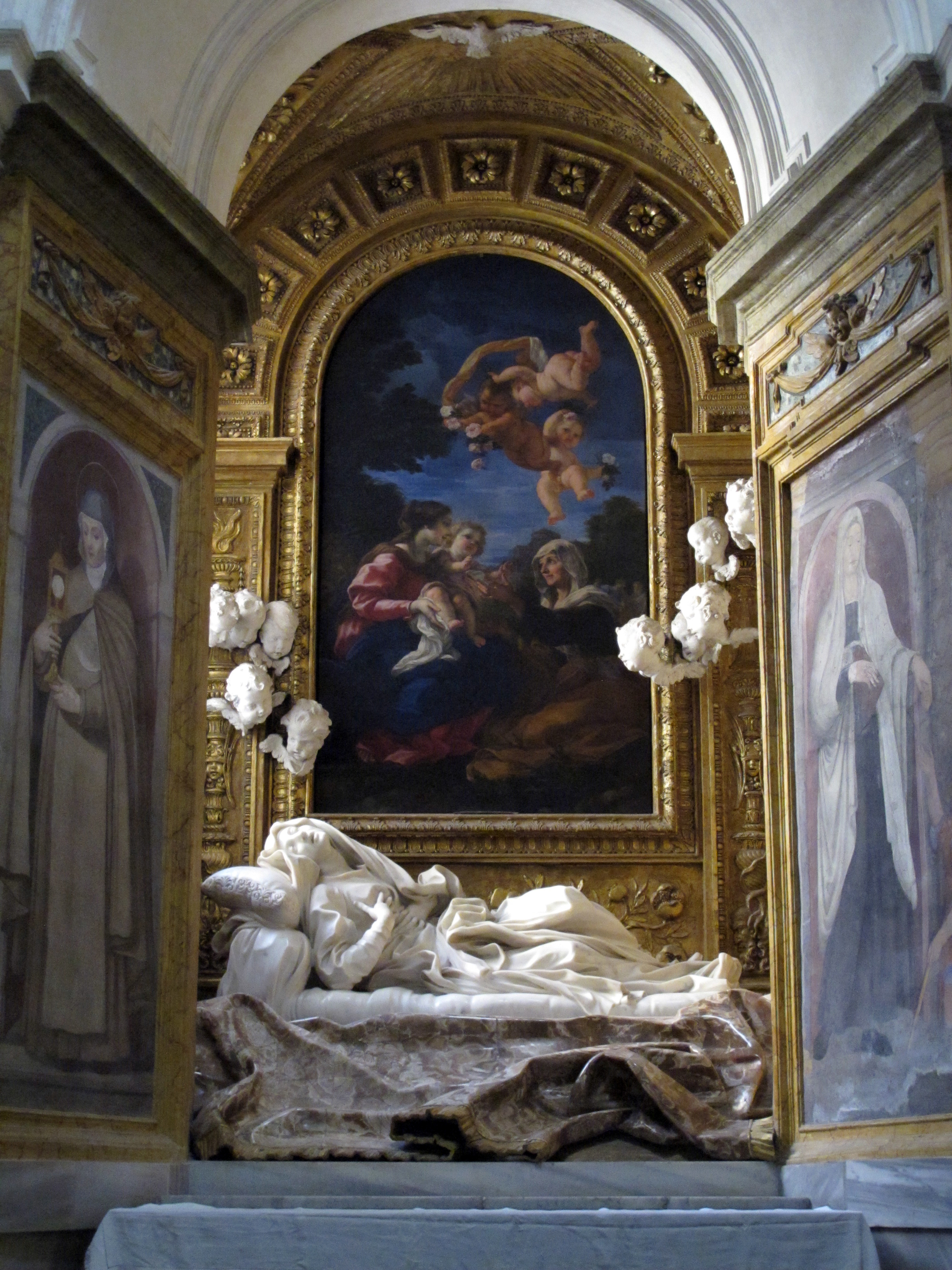
Capilla Altieri.

La figura de Ludovica Albertoni se halla situada sobre el altar de la Capilla Altieri en el lado izquierdo de la iglesia de San Francesco a Ripa. Bernini diseñó una arquitectura que centra el foco de atención sobre la escultura de mármol enmarcándola dentro de una bóveda en un lugar donde antes había una pared.
El espacio de la capilla es muy reducido pero Bernini consigue crear un efecto escenográfico que ya había experimentado en la Capilla Cornaro con la obra Éxtasis de Santa Teresa, muy similar en tema y características.
Bernini levanta dos paredes muy inclinadas que hacen de escenario al espacio donde está situado el sarcófago de la beata. La pared del fondo echada hacia atrás permite a Bernini esconder dos pequeñas ventanas verticales que dan al exterior proporcionando una iluminación radiante que realza la blancura de la estatua la cual destaca brillante y luminosa en la penumbra de la capilla. Esta luz, junto a lo estrecho de la composición, logra crear el efecto de que la beata se eleva grácilmente, como si levitara.
La figura de Ludovica se presenta sobre un colchón en un momento de comunión mística con Dios. Los numerosos pliegues de su hábito, su cabeza inclinada hacia atrás y apoyada en unas almohadas y el gesto de su rostro expresan su estado de gran turbación. La figura se asienta sobre unas telas profundamente arrugadas y bajo estas un sarcófago en mármol rojo donde Ludovica está enterrada. 
Ludovica está rodeado por varios putti y tras ella se representa un altorrelieve de estilizadas granadas además de unos corazones ardientes que adornan la base de las ventanas.
La pintura de la pared del fondo es de Giovanni Battista Gaulli.